# Bavon Tshibuabua
Bavon Tshibuabua (Antwerpen, 17 juli 1991) is een Belgisch voetballer van Congolese afkomst. Tshibuabua speelt moment als aanvaller bij Cappellen FC.

## Statistieken[2]
| seizoen   | club                     | land      | competitie            | wed. | goals |
| --------- | ------------------------ | --------- | --------------------- | ---- | ----- |
| 2009/10   | Germinal Beerschot       | België    | Jupiler League        | 14   | 1     |
| 2009/10   | Germinal Beerschot       | België    | Play-Off II B         | 2    | 0     |
| 2010/11   | Germinal Beerschot       | België    | Jupiler League        | 18   | 0     |
| 2010/11   | Germinal Beerschot       | België    | Play-Off II B         | 0    | 0     |
| 2011-2012 | Germinal Beerschot (U19) | België    | Jupiler League        | 0    | 0     |
| 2012-2013 | Újpest FC                | Hongarije | Magyar Labdarúgó Liga | 8    | 2     |
| 2013-2014 | Újpest FC                | Hongarije | Magyar Labdarúgó Liga | 26   | 5     |
|           |                          |           | Totaal                | 68   | 8     |